# Négociation annuelle obligatoire
La négociation annuelle obligatoire (NAO) est une obligation légale en France, pour les entreprises privées de plus de 50 salariés dans lesquelles se trouve au moins un représentant syndical. Cette négociation entre la direction et les représentants syndicaux, porte notamment sur la politique salariale.

## Base légale
La négociation annuelle obligatoire est une obligation issue de l'article L2242-8 du code du travail.